# Brado
Brado (* 5. Dezember 1999 in Rüsselsheim am Main; bürgerlich Doğan Bayram) ist ein ehemaliger deutscher Rapper kurdischer Abstammung.

## Leben und Karriere
Doğan Bayram wurde am 5. Dezember 1999 in Rüsselsheim am Main geboren. Bayram stammt aus einer kurdischstämmigen Familie und aus der türkischen Provinz Ağrı.
Er begann zwischen 2017 und 2018 mit der Rap-Musik. Zu dieser Zeit rappte er mit Mero. Er war zu dieser Zeit Meros bester Freund, mit dem er auch 2019 die Single Olé Olé als seine Debüt-Single veröffentlichte.
Später unterzeichnete er einen Vertrag mit der Universal Music Group. Im selben Jahr veröffentlichte er mit Mero einen Song namens Kafa Leyla, der auf YouTube millionenfach angeklickt wurde.
Es folgen die Auskopplungen Money, Ich pass auf mit Mel sowie Wie ein Präsident mit Ramo, bevor im Februar 2020 sein Debütalbum DB1 erschien.
2021 veröffentlichte er das Lied Lass Los, das das letzte Lied seiner Karriere war.
Bayram, der eine Zeit lang nicht in der Öffentlichkeit zu sehen war, gab 2023 in einem Statement auf seinem Instagram-Account bekannt, dass er mit der Rap-Musik aufgehört und sich dem Islam zugewandt habe. Außerdem löschte er alle seine Beiträge zur Rap-Musik und seiner Karriere.

## Diskografie
Studioalben
- 2020: DB1

Singles
- 2019: Olé Olé (Mero feat. Brado)
- 2019: Steige ein
- 2019: Kafa Leyla (feat. Mero)
- 2019: Money
- 2020: Ich pass auf (feat. Mel)
- 2020: Wie ein Präsident (feat. Ramo)
- 2021: Schattenseite (feat. Doan)
- 2021: Lass los